# Hello Tomorrow!
Hello Tomorrow! ist eine Science-Fiction-Dramedy von Amit Bhalla und Lucas Jansen.
Die 10 Folgen umfassende Fernsehserie wurde erstmals von Februar bis April 2023 über Apple TV+ ausgestrahlt.

## Handlung
In einer retrofuturistischen Welt versucht eine Gruppe reisender Händler, Teilzeitnutzungsrechte für den Mond zu verkaufen.

## Produktion
Die Dreharbeiten begannen im Oktober 2021 in New York City. Sie endeten im März des Folgejahres.

## Episodenliste
| Nr. (ges.) | Nr. (St.) | Deutscher Titel                  | Originaltitel                         | Erstveröffentlichung USA | Deutschsprachige Erstveröffentlichung () | Regie              | Drehbuch                    |
| ---------- | --------- | -------------------------------- | ------------------------------------- | ------------------------ | ---------------------------------------- | ------------------ | --------------------------- |
| 1          | 1         | Verkäufer der Träume             | Your Brighter Tomorrow, Today         | 17. Feb. 2022            | 17. Feb. 2022                            | Jonathan Entwistle | Amit Bhalla & Lucas Jansen  |
| 2          | 1         | Erste Schritte                   | Great Salesman Make Their Own Turf    | 17. Feb. 2022            | 17. Feb. 2022                            | Jonathan Entwistle | Amit Bhalla & Lucas Jansen  |
| 3          | 1         | Wagnisse                         | A Traveling Salesman Travels          | 17. Feb. 2022            | 17. Feb. 2022                            | Jonathan Entwistle | Olivia Milch                |
| 4          | 1         | Vater und Sohn                   | Forms, Appropriately Filled And Filed | 24. Feb. 2022            | 24. Feb. 2022                            | ?                  | Wes Brown                   |
| 5          | 1         | Vom Schreibtisch Stanley Jenkins | From the Desk of Stanley Jenkins      | 3. März 2023             | 3. März 2023                             | Ryan McFaul        | Jiehae Park                 |
| 6          | 1         | Gelüftete Geheimnisse            | The Numbers Behind the Numbers        | 10. März 2023            | 10. März 2023                            | Ryan McFaul        | Amit Bhalla & Lucas Jansen  |
| 7          | 1         | Alarmstimmung                    | Another Day, Another Apocalypse       | 17. März 2023            | 17. März 2023                            | Ryan McFaul        | Stephen Falk                |
| 8          | 1         | Die Stunden der Wahrheit         | The Gargon Mothership                 | 24. März 2023            | 24. März 2023                            | Ryan McFaul        | Stephen Falk & Lucas Jansen |
| 9          | 1         | Dünne Luft                       | Certain Forces Once Unleashed         | 31. März 2023            | 31. März 2023                            | Stacie Passon      | Jiehae Park                 |
| 10         | 1         | Perfektes Wetter für den Start   | What Could Be Better?                 | 7. Apr. 2023             | 7. Apr. 2023                             | Stacie Passon      | Amit Bhalla & Lucas Jansen  |